# ゴナ・ベアウ
ゴナ・ベアウ（Gunnar Berg, 1909年1月11日 - 1989年8月25日）はスイス生まれのデンマーク人作曲家。デンマークにおけるセリー主義の先導的提唱者であった。
デンマーク人とスイス人の子として、スイスに生まれた。1938年から1942年にかけてコペンハーゲンでヘアマン・ダーヴィド・コッペルに学んだ後、1948年にパリに移住。オネゲル、メシアンと親交を結んだ。1952年、ピアニストのベアトリス・デュフル（Béatrice Duffour）と結婚。彼女は後にベアウのピアノ曲の多くを録音した。同年、デンマーク人で初めてダルムシュタット夏季現代音楽講習会に参加した。
ベアウが1950年に作曲した《チェロの為の組曲》は、デンマークで最初のセリー主義的作品であると考えられている。日本人での演奏者には高橋悠治がいる。